# 李穩
李穩（1479年—？年），字邦泰，號松風，直隶徐州碭山縣人，明朝政治人物。

## 生平
治《詩經》，行五，由國子生中式甲子科（1504年）應天府鄉試第七十四名舉人，年三十歲中式正德三年（1508年）戊辰科會試第二百七十三名，第三甲第四十一名進士。初授浙江仁和县知县，七年五月选授山西道御史，九年巡按山西，十年冬十月因打死太原人刘澄及庠生连瑀等人，被告到京城，锦衣卫捉拿至京讯问，吕柟等人疏救，被革职为民。嘉靖初，诏起浙江按察司佥事，不久乞终养归，未几吏部以贤能起用，竟不起，终于家，乡人钦佩其行为，立木坊旌表。

## 家族
曾祖李範。祖父李顯道。父存仁，训导。前母楚氏；母黄氏。慈侍下，兄李真、李奉、李清、李秀。